# Une grande famille
Pour plus de détails, voir Fiche technique et Distribution.
Une grande famille (en russe : Большая семья) est un film (drame) soviétique réalisé par Iossif Kheifitz, sorti en 1954.

## Synopsis
Le film raconte l'histoire d'une famille russe de travailleurs de chantiers navals. Quand un membre de la famille - Antoine - revient de Moscou, ce dernier rapporte des nouveaux procédés dans la construction des bateaux ; les travailleurs doivent alors s'adapter à ces nouvelles techniques de travail et, bien que l'adaptation est difficile, ils parviennent à la surmonter.    

## Fiche technique
- Titre original : Большая семья
- Titre français : Une grande famille
- Réalisation : Iossif Kheifitz
- Scénario : Sokrat Kara et Vsevolod Kotchetov d'après son roman Les Jourbine
- Photographie : Sergueï Ivanov (ru)
- Musique : Venedikt Pouchkov
- Pays de production :  Union soviétique
- Format : Couleurs - Mono
- Genre : drame
- Durée : 108 minutes
- Date de sortie : 1954

## Distribution
- Sergueï Loukianov (ru) : Matveï Jourbine
- Boris Andreïev : Ilia Matveïevitch Jourbine
- Vera Kouznetsova : Agafia Karpovna Jourbina
- Alexeï Batalov : Alexeï Jourbine
- Sergueï Kourilov (ru) : Viktor Jourbine
- Vadim Medvedev (ru) : Anton Jourbine
- Boris Bitioukov (ru) : Kostia Jourbine
- Iya Arepina : Tania Jourbina
- Klara Loutchko : Lida Jourbina
- Ekaterina Savinova : Douniacha Jourbina
- Elena Dobronravova : Katia Travnikova, fiancée d'Alekseï
- Nikolaï Gritsenko : Veniamine Semionovitch, directeur du club
- Nikolaï Sergueïev : Alexandre Basmanov, ami d'Ilia Matveïevitch Jourbine
- Pavel Kadotchnikov : Evseï Skobelev, ingénieur
- Larissa Kronberg (ru) : Zinaïda Ivanova
- Boris Kokovkine (ru) : chef de chantier
- Vladimir Tatossov : journaliste
- Anna Lissianskaïa (ru) : bibliothécaire
- Tatiana Peltzer : tante Lisa
- Piotr Lobanov (ru) : milicien

## Commentaires
Ce film est l'adaptation du roman La famille Jourbine ("Журбины") de Vsevolod Kotchetov, publié en 1952 et évoquant le thème de la classe ouvrière.

## Récompenses
- Prix d'interprétation masculine et féminine pour toute la distribution au Festival de Cannes[1].